# Pascal Gregor
Pascal Gregor (né le 18 février 1994 au Danemark) est un footballeur danois qui évolue au poste de défenseur au Halmstads BK.

## Biographie
Il participe avec l'équipe du Danemark aux Jeux olympiques d'été de 2016 organisés au Brésil. Lors du tournoi olympique, il joue quatre matchs : contre l'Irak, l'Afrique du Sud, le Brésil, et le Nigeria. Le Danemark atteint les quarts de finale du tournoi.